# Bob Ostertag
Robert Ostentag, detto Bob (Albuquerque, 19 aprile 1957) è un musicista, performance artist, scrittore, docente e attivista statunitense.
Operante soprattutto a San Francisco, ha collaborato con numerosi artisti della scena dell'avant-progressive rock (Anthony Braxton, John Zorn, Fred Frith, Justin Vivian Bond, Shelly Hirsch e Roscoe Mitchell). Musicalmente è noto per le sue composizioni che fanno largo impiego di field recording.
Nei suoi scritti, film e podcast, ha affrontato diverse questioni come LGBT, povertà, cambiamento climatico e tecnologia, da una prospettiva militante ma non ideologica.
Il 25 marzo 2006 Ostertag rese tutti i lavori musicali dei quali possiede i diritti disponibili per il download digitale sotto la licensa Creative Commons Attribution-NonCommercial 2.5 license.

## Discografia

### Improvvisazioni soliste
- Like a Melody, No Bitterness: Bob Ostertag Solo Volume 1 (1997)
- DJ of the Month: Bob Ostertag Solo Volume 2 (2003)

### Composizioni
- Sooner or Later (1991)
- Burns Like Fire (companion piece to All the Rage) (1992)
- All the Rage (1993)
- Dear Prime Minister (1998)
- Say No More 1 & 2 (2002)
- Say No More 3 & 4 (2002)
- w00t (2007)
- Motormouth (2011)
- Bob Ostertag Plays the Aalto (2013)
- Wish You Were Here (2016)

### Gruppi
- Fear No Love (con Mike Patton, Fred Frith, Justin Bond, Lynn Breedlove e altri) (1995)
- PantyChrist (con Otomo Yoshihide e Justin Bond) (1999)

### Collaborazioni
- Fall Mountain: Early Fall (con Ned Rothenberg e Jim Katzin) (1979)
- Getting a Head (with Charles Noyes e Fred Frith) (1980)
- Voice of America (con Fred Frith e Phil Minton) (1982)
- Attention Span (con John Zorn e Fred Frith) (1990)
- Twins! (con Otomo Yoshihide) (1996)

### DVD / Video
- Living Cinema presents Between Science and Garbage (with Pierre Hébert) (2002)

### Apparizioni in antologie
- AngelicA 1994 (with John Zorn and Fred Frith) (1994)
- AngelicA 1997 (with Mike Patton and Otomo Yoshihide) (1997)

### Come esecutore per altri artisti
Con Anthony Braxton
- Creative Orchestra (Köln) 1978 (hatART, 1978 [1995])

Con Eugene Chadbourne
- The English Channel (Parachute, 1978)

Con Fred Frith
- Keep the Dog: That House We Lived In (2003)

Con Christian Wolff
- Burdocks (Tzadik, 2001)

Con John Zorn
- Pool (Parachute, 1980 – reissued Tzadik, 2003)
- The Parachute Years (Tzadik, 1997)